# Air21
 (septembre 2019).
Air21 était une compagnie aérienne américaine de courte durée basée à Fresno, en Californie, dirigée par Mark Morro, fondée par David Miller et cofondée par David J. VanderLugt. La compagnie aérienne exploitait cinq biréacteurs Biréacteurs Fokker F28 Fellowship 64 passagers.

## Histoire
Air21, nommé par son slogan « Votre transporteur à bas prix et compagnie aérienne à bas prix pour le vingt-et-unième siècle », a été fondé par David Miller en janvier 1994. Miller, un pilote de gestion et cadre, s'est associé avec David J. VanderLugt, trésorier d'une petite compagnie aérienne en démarrage à Visalia, en Californie. En octobre 1994, Miller et VanderLugt ont déposé les documents nécessaires à la certification des opérations auprès du département des Transports des États-Unis à Washington. L'année suivante, en mars 1995, Miller et VanderLugt ainsi que Mark Morro et Joe Levy, PDG de Gottschalks Department Stores, ont publié leur prospectus d'introduction en bourse pour la compagnie aérienne. Air21 a commencé ses activités passagers en décembre 1995.
L'écrasement du vol 592 de ValuJet Airlines en 1996 a recentré l'attention du public sur les opérations des transporteurs à bas prix. Avec une perception négative du public qui s'accroît, le nombre de passagers a diminué. Air21 a cessé ses activités en janvier 1997, après quoi elle est entrée en faillite au chapitre 11. Deux mois plus tard, en mars 1997, un rachat de la société par le banquier d'affaires David Walsh a converti le dépôt de la compagnie aérienne en un statut de chapitre 7.

## Sources
- (en) Cet article est partiellement ou en totalité issu de l’article de Wikipédia en anglais intitulé « Air21 » (voir la liste des auteurs).